# El prisionero de Zenda (película de 1952)
Existen otras películas con idéntico título original. (Véase El prisionero de Zenda).
El prisionero de Zenda (The Prisoner of Zenda) es una película estadounidense dirigida por Richard Thorpe, basada en la novela homónima de Anthony Hope, versión de la película de 1937 así como de la versión en cine mudo de 1922. El libreto, atribuido a Noel Langley, era casi idéntica palabra por palabra al usado en la versión de 1937 con Ronald Colman, que había sido escrito por John L. Balderston y adaptado por Wells Root, de la novela de Hope y de la obra de teatro de Edward Rose, con diálogos adicionales de Donald Ogden Stewart.

## Argumento
En el imaginario país de Ruritania, la víspera de la coronación de su soberano (Stewart Granger), éste es secuestrado por su ambicioso hermanastro que desea para sí el trono. Los súbditos de confianza del monarca, adivinando las intenciones del perverso hermanastro, convencen a un turista, Rudolf Rassendyll, para que suplante al rey. Su parecido es tan extraordinario que ninguno de los restantes súbditos nota la diferencia. Pero hay que rescatar al verdadero rey. Al día siguiente se prepara una expedición para sacarlo del Castillo de Zenda, donde está secuestrado. El turista, enamorado de la princesa Flavia (Deborah Kerr) de la corte, participa activamente en la lucha. Como premio conseguirá el amor de ésta.

## Reparto
- Stewart Granger es Rudolf Rassendyl/Rey Rudolf V.
- Deborah Kerr es la Princesa Flavia. Jean Simmons y anteriormente Eleanor Parker fueron tanteadas para el papel.
- James Mason es Rupert de Hentzau.
- Louis Calhern es Coronel Sapt.
- Robert Coote es Fritz von Tarlenheim.
- Robert Douglas es Michael, Duque de Strelsau.
- Jane Greer es Antoinette de Mauban.
- Lewis Stone es el Cardenal.

## Producción
Esta versión difiere muy poco de la precedente de 1937 producida por David O. Selznick y protagonizada por Ronald Colman y Madeleine Carroll. Además, se conserva la misma banda sonara compuesta por Alfred Newman.
De acuerdo con Hollywood Reporter, MGM pagó a Selznick $225,000 por los derechos de la novela de Anthony Hope.
El director Richard Thorpe y el productor Pandro S. Berman habían colaborado previamente en Ivanhoe (1952) y posteriormente seguirían formando equipo en títulos clásicos como All the Brothers Were Valiant (1953), Knights of the Round Table (1953), The Adventures of Quentin Durward,  (1955) y Jailhouse Rock (1957).

## Distribución
La Metro-Goldwyn-Mayer (MGM) estrenó el filme el 14 de noviembre de 1952 después de la primicia en Nueva York el 4 de noviembre y en Los Ángeles el 13 de noviembre.

## Recepción
La película tuvo una buena acogida de crítica y público, según datos de la MGM recaudó $2,078,000 en Norteamérica y $3,550,000 en el resto del mundo, consiguiendo beneficios de $1,759,000. Fue un tremendo éxito en Francia, con 2,415,938 de espectadores.